# USA:s 110:e kongress
USA:s etthundrationde kongress var mötet för den lagstiftande makten i USA:s federala administration i Washington, D.C. från den 3 januari 2007 till den 3 januari 2009, under de sista två åren som George W. Bush var USA:s president. Fördelningen av mandat i Representanthuset mellan delstaterna byggde på USA:s folkräkning 2000.
Demokratiska partiet har majoritet i båda kamrar, för första gången sedan utgången av USA:s 103:e kongress 1995. Inga demokratiska platser förlorades till republikanska partiet vid valet 2006. Demokraten Nancy Pelosi blev den första kvinnan som blev talman i Representanthuset, Representanthuset fick också sina första muslimska och buddhistiska ledamöter.

## Sammanträdesdatum
Den 3 januari 2007 – den 3 januari 2009 (schemalagt)
- Första sammanträdet: den 4 januari 2007 – den 19 december 2007
- Andra sammanträdet: den 3 januari 2008 –

## Partierna

### Senaten
En ledamot har avlidit och en har avgått.
- 2007-06-04: Craig Thomas (R) avled.
- 2007-06-25: John Barrasso (R) övertog Thomas plats.
- 2007-12-18: Trent Lott (R) avgick.
- 2007-12-31: Roger Wicker (R) övertog Lotts plats.

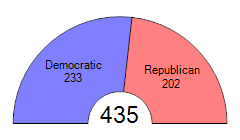
Ledamöter av Representanthuset vid början av USA:s 110:e kongress

### Representanthuset
Antalet ledamöter har ändrats många gånger, med sex dödsfall och sex som har avgått. Demokraterna har fått en nettovinst på tre platser genom segrar i fyllnadsval.
- 2007-02-13: Charlie Norwood (R) avled.
- 2007-04-22: Juanita Millender-McDonald (D) avled.
- 2007-07-01: Marty Meehan (D) avgick.
- 2007-07-25: Paul Broun (R) övertog Norwoods plats.
- 2007-09-04: Laura Richardson (D) övertog Millender-McDonalds plats.
- 2007-09-05: Paul Gillmor (R) avled.
- 2007-10-06: Jo Ann Davis (R) avled.
- 2007-10-18: Niki Tsongas (D) övertog Meehans plats.
- 2007-11-26: Dennis Hastert (R) avgick.
- 2007-12-13: Bob Latta (R) övertog Gillmors plats.

Rob Wittman (R) övertog Davis plats.
- 2007-12-15: Julia Carson (D) avled.
- 2007-12-31: Roger Wicker (R) avgick.
- 2008-01-14: Bobby Jindal (R) avgick.
- 2008-02-02: Richard Baker (R) avgick.
- 2008-02-11: Tom Lantos (D) avled.
- 2008-03-11: Bill Foster (D) övertog Hasterts plats.
- 2008-03-13: André Carson (D) övertog Julia Carsons plats.
- 2008-04-10: Jackie Speier (D) övertog Lantos plats.
- 2008-05-06: Don Cazayoux (D) övertog Bakers plats.
- 2008-05-07: Steve Scalise (R) övertog Jindals plats.
- 2008-05-20: Travis Childers (D) övertog Wickers plats.
- 2008-05-31: Albert Wynn (D) avgick.
- 2008-06-19: Donna Edwards (D) övertog Wynns plats.
- 2008-08-20: Stephanie Tubbs Jones (D) avled.
- 2008-11-19: Marcia Fudge (D) övertog Jones plats.
- 2008-11-24: Thomas M. Davis (R) avgick.
- 2009-01-02: Rahm Emanuel (D) avgick.

Luis Fortuño (R, PNP, utan rösträtt) avgick.
Sista röstfördelningen: Demokratisk majoritet med 54,3%, 235 platser, mot 45,7%, 198 platser.

## Ledarskap

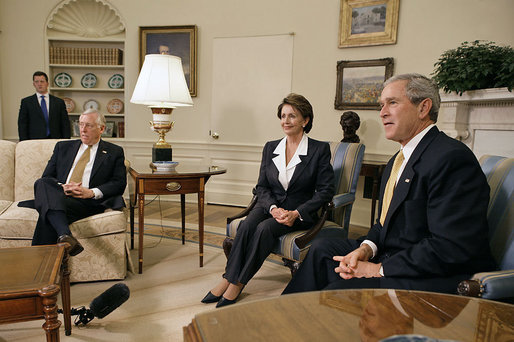
Den blivande talmannen Nancy Pelosi och blivande majoritetsledaren i Representanthuset Steny Hoyer träffar President George W. Bush den 9 november 2006.

### Senaten
- Senatens talman:[6] Dick Cheney (R)
- T.f. talman: Robert Byrd (D)
- Tidigare t.f. talman: Ted Stevens (R)

#### Majoritetens (Demokraternas) ledarskap
- Majoritetsledare och ordförande för Demokratiska partigruppen:[7] Harry Reid
- Majoritetsinpiskare/assisterande majoritetsledare: Richard Durbin
- Förste vice inpiskare: Barbara Boxer
- Vice inpiskare: Thomas Carper, Bill Nelson, Russell D. Feingold
- Vice ordförande för Demokratiska partigruppen: Charles Schumer
- Ordförande för Demokraternas Senatorial Campaign Committee: Charles Schumer
- Sekreterare för Demokratiska partigruppen: Patty Murray
- Ordförande för Demokraternas Policy Committee: Byron Dorgan
- Ordförande för Demokraternas Steering and Outreach Committee: Debbie Stabenow
- Ordförande för Demokraternas Committee Outreach: Jeff Bingaman
- Ordförande för Demokraternas Rural Outreach: Blanche Lincoln

#### Minoritetens (Republikanernas) ledarskap
- Minoritetsledare: Mitch McConnell
- Minoritetsinpiskare/assisterande minoritetsledare: Jon Kyl från den 18 december 2007
  - Trent Lott den 3 januari 2007 - den 18 december 2007
- Rådgivare till minoritetsledaren: Robert Bennett
- Ordförande för Republikanska partigruppen: Lamar Alexander, från den 18 december 2007
  - Jon Kyl, den 3 januari 2007 - den 18 januari 2007
- Ordförande för Republikanernas Policy Committee: Kay Bailey Hutchison
- Vice ordförande för Republikanska partigruppen: John Cornyn
- Ordförande för National Republican Senatorial Committee: John Ensign

### Representanthuset
- Talman: Nancy Pelosi (D)
- Assistent till talmannen: Xavier Becerra

#### Majoritetens (Demokraternas) ledarskap
- Majoritetsledare: Steny Hoyer
- Majoritetsinpiskare: Jim Clyburn
- Förste vice chefsinpiskare: John Lewis
- Vice chefsinpiskare: Debbie Wasserman Schultz, G.K. Butterfield, Joseph Crowley, Diana DeGette, Ed Pastor, Jan Schakowsky, John S. Tanner och Maxine Waters
- Ordförande för Demokraternas partigrupp: Rahm Emanuel
- Vice ordförande för Demokraternas partigrupp: John B. Larson
- Ordförande för Demokraternas Campaign Committee: Chris Van Hollen
- Ordförande för Demokraternas Steering and Policy Committee: Rosa DeLauro för Steering och George Miller för Policy

#### Minoritetens (Republikanernas) ledarskap
- Minoritetsledare: John Boehner
- Minoritetsinpiskare: Roy Blunt

Senatorernas partimedlemskap efter stat vid öppnandet av den 110:e kongressen i januari 2007

- Vice chefsinpiskare för minoriteten: Eric Cantor
- Ordförande för Republikanernas partigrupp: Adam Putnam
- Ordföranden för Republikanernas Policy Committee: Thad McCotter
- Vice ordförande för Republikanernas partigrupp: Kay Granger
- Sekreterare för Republikanernas partigrupp: John Carter
- Ordförande för Republikanernas Campaign Committee: Tom Cole

## Ledamöter

### Senaten

#### Alabama
- Richard Shelby (R)
- Jeff Sessions (R)

#### Alaska
- Ted Stevens (R)
- Lisa Murkowski (R)

#### Arizona
- John McCain (R)
- Jon Kyl (R)

#### Arkansas
- Blanche Lincoln (D)
- Mark Pryor (D)

#### Colorado
- Wayne Allard (R)
- Ken Salazar (D)

#### Connecticut
- Christopher Dodd (D)
- Joe Lieberman (ID)

#### Delaware
- Joe Biden (D)
- Thomas Carper (D)

#### Florida
- Bill Nelson (D)
- Mel Martinez (R)

#### Georgia
- Saxby Chambliss (R)
- Johnny Isakson (R)

#### Hawaii
- Daniel Inouye (D)
- Daniel Akaka (D)

#### Idaho
- Larry Craig (R)
- Mike Crapo (R)

#### Illinois
- Richard Durbin (D)
- Barack Obama (D)

#### Indiana
- Richard Lugar (R)
- Evan Bayh (D)

#### Iowa
- Chuck Grassley (R)
- Tom Harkin (D)

#### Kalifornien
- Dianne Feinstein (D)
- Barbara Boxer (D)

#### Kansas
- Sam Brownback (R)
- Pat Roberts (R)

#### Kentucky
- Mitch McConnell (R)
- Jim Bunning (R)

#### Louisiana
- Mary Landrieu (D)
- David Vitter (R)

#### Maine
- Olympia Snowe (R)
- Susan Collins (R)

#### Maryland
- Barbara Mikulski (D)
- Ben Cardin (D)

#### Massachusetts
- Ted Kennedy (D)
- John Kerry (D)

#### Michigan
- Carl Levin (D)
- Debbie Stabenow (D)

#### Minnesota
- Norm Coleman (R)
- Amy Klobuchar (D)

#### Mississippi
- Thad Cochran (R)
- Trent Lott (R), till den 18 december 2007
  - Roger Wicker (R), från den 31 december 2007[8]

#### Missouri
- Kit Bond (R)
- Claire McCaskill (D)

#### Montana
- Max Baucus (D)
- Jon Tester (D)

#### Nebraska
- Chuck Hagel (R)
- Ben Nelson (D)

#### Nevada
- Harry Reid (D)
- John Ensign (R)

#### New Hampshire
- Judd Gregg (R)
- John E. Sununu (R)

#### New Jersey
- Frank Lautenberg (D)
- Bob Menendez (D)

#### New Mexico
- Pete Domenici (R)
- Jeff Bingaman (D)

#### New York
- Charles Schumer (D)
- Hillary Clinton (D)

#### North Carolina
- Elizabeth Dole (R)
- Richard Burr (R)

#### North Dakota
- Kent Conrad (D)
- Byron Dorgan (D)

#### Ohio
- George Voinovich (R)
- Sherrod Brown (D)

#### Oklahoma
- James Inhofe (R)
- Tom Coburn (R)

#### Oregon
- Ron Wyden (D)
- Gordon Smith (R)

#### Pennsylvania
- Arlen Specter (R)
- Bob Casey, Jr. (D)

#### Rhode Island
- Jack Reed (D)
- Sheldon Whitehouse (D)

#### South Carolina
- Lindsey Graham (R)
- Jim DeMint (R)

#### South Dakota
- Tim Johnson (D)
- John Thune (R)

#### Tennessee
- Lamar Alexander (R)
- Bob Corker (R)

#### Texas
- Kay Bailey Hutchison (R)
- John Cornyn (R)

#### Utah
- Orrin Hatch (R)
- Robert Bennett (R)

#### Vermont
- Patrick Leahy (D)
- Bernie Sanders (I)

#### Virginia
- John Warner (R)
- Jim Webb (D)

#### Washington
- Patty Murray (D)
- Maria Cantwell (D)

#### West Virginia
- Robert Byrd (D)
- Jay Rockefeller (D)

#### Wisconsin
- Herbert Kohl (D)
- Russ Feingold (D)

#### Wyoming
- Michael Enzi (R)
- Craig Thomas (R), till den 4 juni 2007
  - John Barrasso (R), från den 22 juni 2007

### Representanthuset
Numrering efter kongressdistrikt i respektive delstat.

#### Alabama
(5-2 Republikansk majoritet)
1. Jo Bonner (R)
2. Terry Everett (R)
3. Mike D. Rogers (R)
4. Robert Aderholt (R)
5. Bud Cramer (D)
6. Spencer Bachus (R)
7. Artur Davis (D)

#### Alaska
(1 Republikan)
- Don Young (R)

#### Arizona
(4-4)
1. Rick Renzi (R)
2. Trent Franks (R)
3. John Shadegg (R)
4. Ed Pastor (D)
5. Harry Mitchell (D)
6. Jeff Flake (R)
7. Raúl M. Grijalva (D)
8. Gabrielle Giffords (D)

#### Arkansas
(3-1 Demokraterna i majoritet)
1. Marion Berry (D)
2. Vic Snyder (D)
3. John Boozman (R)
4. Mike Ross (D)

#### Colorado
(4-3 Demokraterna i majoritet)
1. Diana DeGette (D)
2. Mark Udall (D)
3. John Salazar (D)
4. Marilyn Musgrave (R)
5. Doug Lamborn (R)
6. Tom Tancredo (R)
7. Ed Perlmutter (D)

#### Connecticut
(4-1 Demokraterna i majoritet)
1. John B. Larson (D)
2. Joe Courtney (D)
3. Rosa DeLauro (D)
4. Christopher Shays (R)
5. Chris Murphy (D)

#### Delaware
(1 Republikan)
- Michael N. Castle (R)

#### Florida
(16-9 Republikansk majoritet)
1. Jeff Miller (R)
2. Allen Boyd (D)
3. Corrine Brown (D)
4. Ander Crenshaw (R)
5. Ginny Brown-Waite (R)
6. Cliff Stearns (R)
7. John Mica (R)
8. Ric Keller (R)
9. Gus Bilirakis (R)
10. Bill Young (R)
11. Kathy Castor (D)
12. Adam Putnam (R)
13. Vern Buchanan (R)
14. Connie Mack IV (R)
15. Dave Weldon (R)
16. Tim Mahoney (D)
17. Kendrick Meek (D)
18. Ileana Ros-Lehtinen (R)
19. Robert Wexler (D)
20. Debbie Wasserman Schultz (D)
21. Lincoln Díaz-Balart (R)
22. Ron Klein (D)
23. Alcee Hastings (D)
24. Tom Feeney (R)
25. Mario Díaz-Balart (R)

#### Georgia
(7-6 Republikansk majoritet)
1. Jack Kingston (R)
2. Sanford Bishop (D)
3. Lynn Westmoreland (R)
4. Hank Johnson (D)
5. John Lewis (D)
6. Tom Price (R)
7. John Linder (R)
8. Jim Marshall (D)
9. Nathan Deal (R)
10. Charlie Norwood (R), till den 13 februari 2007 - Paul Broun (R), från den 25 juli 2007
11. Phil Gingrey (R)
12. John Barrow (D)
13. David Scott (D)

#### Hawaii
(2 Demokrater)
1. Neil Abercrombie (D)
2. Mazie Hirono (D)

#### Idaho
(2 Republikaner)
1. William Sali (R)
2. Michael K. Simpson (R)

#### Illinois
(10-9 Demokraterna i majoritet, sedan 11-8 Demokraterna i majoritet)
1. Bobby Rush (D)
2. Jesse Jackson Jr. (D)
3. Dan Lipinski (D)
4. Luis Gutiérrez (D)
5. Rahm Emanuel (D), till den 2 januari 2009
6. Peter Roskam (R)
7. Danny K. Davis (D)
8. Melissa Bean (D)
9. Janice D. Schakowsky (D)
10. Mark Steven Kirk (R)
11. Jerry Weller (R)
12. Jerry Costello (D)
13. Judy Biggert (R)
14. Dennis Hastert (R), till den 26 november 2007 - Bill Foster (D), från den 11 mars 2008
15. Timothy V. Johnson (R)
16. Donald Manzullo (R)
17. Philip Hare (D)
18. Ray LaHood (R)
19. John Shimkus (R)

#### Indiana
(5-4 Demokraterna i majoritet)
1. Pete Visclosky (D)
2. Joe Donnelly (D)
3. Mark Souder (R)
4. Steve Buyer (R)
5. Dan Burton (R)
6. Mike Pence (R)
7. Julia Carson (D), till den 15 december 2007 - André Carson (D), från den 13 mars 2008
8. Brad Ellsworth (D)
9. Baron Hill (D)

#### Iowa
(3-2 Demokraterna i majoritet)
1. Bruce Braley (D)
2. Dave Loebsack (D)
3. Leonard Boswell (D)
4. Tom Latham (R)
5. Steve King (R)

#### Kalifornien
(34-19 Demokraterna i majoritet)
1. Mike Thompson (D)
2. Wally Herger (R)
3. Dan Lungren (R)
4. John Doolittle (R)
5. Doris Matsui (D)
6. Lynn Woolsey (D)
7. George Miller (D)
8. Nancy Pelosi (D)
9. Barbara Lee (D)
10. Ellen Tauscher (D)
11. Jerry McNerney (D)
12. Tom Lantos (D), till den 11 februari 2008 - Jackie Speier (D), från den 10 april 2008
13. Pete Stark (D)
14. Anna Eshoo (D)
15. Mike Honda (D)
16. Zoe Lofgren (D)
17. Sam Farr (D)
18. Dennis Cardoza (D)
19. George Radanovich (R)
20. Jim Costa (D)
21. Devin Nunes (R)
22. Kevin McCarthy (R)
23. Lois Capps (D)
24. Elton Gallegly (R)
25. Howard McKeon (R)
26. David Dreier (R)
27. Brad Sherman (D)
28. Howard Berman (D)
29. Adam Schiff (D)
30. Henry Waxman (D)
31. Xavier Becerra (D)
32. Hilda Solis (D)
33. Diane Watson (D)
34. Lucille Roybal-Allard (D)
35. Maxine Waters (D)
36. Jane Harman (D)
37. Juanita Millender-McDonald (D), till den 22 april 2007 - Laura Richardson (D), från den 21 augusti 2007
38. Grace Napolitano (D)
39. Linda Sánchez (D)
40. Ed Royce (R)
41. Jerry Lewis (R)
42. Gary Miller (R)
43. Joe Baca (D)
44. Ken Calvert (R)
45. Mary Bono (R)
46. Dana Rohrabacher (R)
47. Loretta Sanchez (D)
48. John Campbell (R)
49. Darrell Issa (R)
50. Brian Bilbray (R)
51. Bob Filner (D)
52. Duncan L. Hunter (R)
53. Susan Davis (D)

#### Kansas
(2-2)
1. Jerry Moran (R)
2. Nancy Boyda (D)
3. Dennis Moore (D)
4. Todd Tiahrt (R)

#### Kentucky
(4-2 Republikansk majoritet)
1. Ed Whitfield (R)
2. Ron Lewis (R)
3. John Yarmuth (D)
4. Geoff Davis (R)
5. Hal Rogers (R)
6. Ben Chandler (D)

#### Louisiana
(5-2 Republikansk majoritet, sedan 4-3 Republikansk majoritet)
1. Bobby Jindal (R), till den 14 januari 2008 - Steve Scalise (R), från den 7 maj 2008
2. William J. Jefferson (D)
3. Charlie Melancon (D)
4. Jim McCrery (R)
5. Rodney Alexander (R)
6. Richard H. Baker (R), till den 2 februari 2008 - Don Cazayoux (D), från den 6 maj 2008
7. Charles Boustany (R)

#### Maine
(2 Demokrater)
1. Tom Allen (D)
2. Mike Michaud (D)

#### Maryland
(6-2 Demokraterna i majoritet)
1. Wayne Gilchrest (R)
2. Dutch Ruppersberger (D)
3. John Sarbanes (D)
4. Albert Wynn (D), till den 31 maj 2008 - Donna Edwards (D), från den 19 juni 2008
5. Steny Hoyer (D)
6. Roscoe Bartlett (R)
7. Elijah Cummings (D)
8. Chris Van Hollen (D)

#### Massachusetts
(10 Demokrater)
1. John Olver (D)
2. Richard Neal (D)
3. Jim McGovern (D)
4. Barney Frank (D)
5. Marty Meehan (D), till den 1 juli 2007 - Niki Tsongas (D), från den 18 oktober 2007
6. John Tierney (D)
7. Ed Markey (D)
8. Mike Capuano (D)
9. Stephen Lynch (D)
10. Bill Delahunt (D)

#### Michigan
(9-6 Republikansk majoritet)
1. Bart Stupak (D)
2. Pete Hoekstra (R)
3. Vern Ehlers (R)
4. David Lee Camp (R)
5. Dale E. Kildee (D)
6. Fred Upton (R)
7. Tim Walberg (R)
8. Mike Rogers (R)
9. Joe Knollenberg (R)
10. Candice Miller (R)
11. Thad McCotter (R)
12. Sander Levin (D)
13. Carolyn Cheeks Kilpatrick (D)
14. John Conyers (D)
15. John Dingell (D)

#### Minnesota
(5-3 Demokraterna i majoritet)
1. Tim Walz (D)
2. John Kline (R)
3. Jim Ramstad (R)
4. Betty McCollum (D)
5. Keith Ellison (D)
6. Michele Bachmann (R)
7. Collin Peterson (D)
8. Jim Oberstar (D)

#### Mississippi
(2-2, sedan 3-1 Demokraterna i majoritet)
1. Roger Wicker (R), till den 31 december 2007 - Travis Childers (D), från den 20 maj 2008
2. Bennie Thompson (D)
3. Chip Pickering (R)
4. Gene Taylor (D)

#### Missouri
(5-4 Republikan)
1. William Lacy Clay, Jr. (D)
2. Todd Akin (R)
3. Russ Carnahan (D)
4. Ike Skelton (D)
5. Emanuel Cleaver (D)
6. Sam Graves (R)
7. Roy Blunt (R)
8. Jo Ann Emerson (R)
9. Kenny Hulshof (R)

#### Montana
(1 Republikan)
- Denny Rehberg (R)

#### Nebraska
(3 Republikaner)
1. Jeff Fortenberry (R)
2. Lee Terry (R)
3. Adrian Smith (R)

#### Nevada
(2-1 Republikansk majoritet)
1. Shelley Berkley (D)
2. Dean Heller (R)
3. Jon Porter (R)

#### New Hampshire
(2 Demokrater)
1. Carol Shea-Porter (D)
2. Paul Hodes (D)

#### New Jersey
(7-6 Demokraterna i majoritet)
1. Rob Andrews (D)
2. Frank LoBiondo (R)
3. Jim Saxton (R)
4. Chris Smith (R)
5. Scott Garrett (R)
6. Frank Pallone (D)
7. Mike Ferguson (R)
8. Bill Pascrell Jr. (D)
9. Steve Rothman (D)
10. Donald M. Payne (D)
11. Rodney Frelinghuysen (R)
12. Rush D. Holt Jr. (D)
13. Albio Sires (D)

#### New Mexico
(2-1 Republikansk majoritet)
1. Heather Wilson (R)
2. Steve Pearce (R)
3. Tom Udall (D)

#### New York
(23-6 Demokraterna i majoritet)
1. Tim Bishop (D)
2. Steve Israel (D)
3. Peter T. King (R)
4. Carolyn McCarthy (D)
5. Gary Ackerman (D)
6. Gregory Meeks (D)
7. Joseph Crowley (D)
8. Jerry Nadler (D)
9. Anthony Weiner (D)
10. Edolphus Towns (D)
11. Yvette Clarke (D)
12. Nydia Velázquez (D)
13. Vito Fossella (R)
14. Carolyn B. Maloney (D)
15. Charles B. Rangel (D)
16. José Serrano (D)
17. Eliot L. Engel (D)
18. Nita Lowey (D)
19. John Hall (D)
20. Kirsten Gillibrand (D)
21. Michael McNulty (D)
22. Maurice Hinchey (D)
23. John M. McHugh (R)
24. Michael Arcuri (D)
25. Jim Walsh (R)
26. Tom Reynolds (R)
27. Brian Higgins (D)
28. Louise McIntosh Slaughter (D)
29. Randy Kuhl (R)

#### North Carolina
(7-6 Demokraterna i majoritet)
1. G.K. Butterfield (D)
2. Bob Etheridge (D)
3. Walter B. Jones (R)
4. David Price (D)
5. Virginia Foxx (R)
6. Howard Coble (R)
7. Mike McIntyre (D)
8. Robin Hayes (R)
9. Sue Wilkins Myrick (R)
10. Patrick McHenry (R)
11. Heath Shuler (D)
12. Mel Watt (D)
13. Brad Miller (D)

#### North Dakota
(1 Demokrat)
- Earl Pomeroy (D)

#### Ohio
(11-7 Republikansk majoritet)
1. Steve Chabot (R)
2. Jean Schmidt (R)
3. Michael R. Turner (R)
4. Jim Jordan (R)
5. Paul Gillmor (R), till den 5 september 2007 - Bob Latta (R), från den 13 december 2007
6. Charlie Wilson (D)
7. Dave Hobson (R)
8. John Boehner (R)
9. Marcy Kaptur (D)
10. Dennis Kucinich (D)
11. Stephanie Tubbs Jones (D), till den 20 augusti 2008 - Marcia Fudge (D), från den 19 november 2008
12. Pat Tiberi (R)
13. Betty Sutton (D)
14. Steve LaTourette (R)
15. Deborah Pryce (R)
16. Ralph Regula (R)
17. Tim Ryan (D)
18. Zack Space (D)

#### Oklahoma
(4-1 Republikansk majoritet)
1. John Sullivan (R)
2. Dan Boren (D)
3. Frank Lucas (R)
4. Tom Cole (R)
5. Mary Fallin (R)

#### Oregon
(4-1 Demokraterna i majoritet)
1. David Wu (D)
2. Greg Walden (R)
3. Earl Blumenauer (D)
4. Peter DeFazio (D)
5. Darlene Hooley (D)

#### Pennsylvania
(11-8 Demokraterna i majoritet)
1. Bob Brady (D)
2. Chaka Fattah (D)
3. Phil English (R)
4. Jason Altmire (D)
5. John E. Peterson (R)
6. Jim Gerlach (R)
7. Joe Sestak (D)
8. Patrick Murphy (D)
9. Bill Shuster (R)
10. Chris Carney (D)
11. Paul Kanjorski (D)
12. John Murtha (D)
13. Allyson Schwartz (D)
14. Michael F. Doyle (D)
15. Charlie Dent (R)
16. Joseph R. Pitts (R)
17. Tim Holden (D)
18. Tim Murphy (R)
19. Todd Platts (R)

#### Rhode Island
(2 Demokrater)
1. Patrick J. Kennedy (D)
2. James Langevin (D)

#### South Carolina
(4-2 Republikansk majoritet)
1. Henry E. Brown, Jr. (R)
2. Joe Wilson (R)
3. Gresham Barrett (R)
4. Bob Inglis (R)
5. John Spratt (D)
6. Jim Clyburn (D)

#### South Dakota
(1 Demokrat)
- Stephanie Herseth Sandlin (D)

#### Tennessee
(5-4 Demokraterna i majoritet)
1. David Davis (R)
2. John Duncan (R)
3. Zach Wamp (R)
4. Lincoln Davis (D)
5. Jim Cooper (D)
6. Bart Gordon (D)
7. Marsha Blackburn (R)
8. John S. Tanner (D)
9. Steve Cohen (D)

#### Texas
(19-13 Republikansk majoritet)
1. Louie Gohmert (R)
2. Ted Poe (R)
3. Sam Johnson (R)
4. Ralph Hall (R)
5. Jeb Hensarling (R)
6. Joe Barton (R)
7. John Culberson (R)
8. Kevin Brady (R)
9. Al Green (D)
10. Michael McCaul (R)
11. Mike Conaway (R)
12. Kay Granger (R)
13. Mac Thornberry (R)
14. Ron Paul (R)
15. Rubén Hinojosa (D)
16. Silvestre Reyes (D)
17. Chet Edwards (D)
18. Sheila Jackson-Lee (D)
19. Randy Neugebauer (R)
20. Charlie Gonzalez (D)
21. Lamar S. Smith (R)
22. Nick Lampson (D)
23. Ciro Rodriguez (D)
24. Kenny Marchant (R)
25. Lloyd Doggett (D)
26. Michael C. Burgess (R)
27. Solomon P. Ortiz (D)
28. Henry Cuellar (D)
29. Gene Green (D)
30. Eddie Bernice Johnson (D)
31. John Carter (R)
32. Pete Sessions (R)

#### Utah
(2-1 Republikansk majoritet)
1. Rob Bishop (R)
2. Jim Matheson (D)
3. Chris Cannon (R)

#### Vermont
(1 Demokrat)
- Peter Welch (D)

#### Virginia
(8-3 Republikansk majoritet)
1. Jo Ann Davis (R), till den 6 oktober 2007 - Rob Wittman (R), från den 13 december 2007
2. Thelma Drake (R)
3. Robert C. Scott (D)
4. Randy Forbes (R)
5. Virgil Goode (R)
6. Bob Goodlatte (R)
7. Eric Cantor (R)
8. Jim Moran (D)
9. Rick Boucher (D)
10. Frank Wolf (R)
11. Thomas M. Davis (R), till den 24 november 2008

#### Washington
(6-3 Demokraterna i majoritet)
1. Jay Inslee (D)
2. Rick Larsen (D)
3. Brian Baird (D)
4. Doc Hastings (R)
5. Cathy McMorris (R)
6. Norm Dicks (D)
7. Jim McDermott (D)
8. Dave Reichert (R)
9. Adam Smith (D)

#### West Virginia
(2-1 Demokraterna i majoritet)
1. Alan Mollohan (D)
2. Shelley Moore Capito (R)
3. Nick Rahall (D)

#### Wisconsin
(5-3 Demokraterna i majoritet)
1. Paul Ryan (R)
2. Tammy Baldwin (D)
3. Ron Kind (D)
4. Gwen Moore (D)
5. Jim Sensenbrenner (R)
6. Tom Petri (R)
7. Dave Obey (D)
8. Steve Kagen (D)

#### Wyoming
(1 Republikan)
- Barbara Cubin (R)

#### Ledamöter utan rösträtt
- Amerikanska Samoa: Eni Faleomavaega (D)
- District of Columbia: Eleanor Holmes Norton (D)
- Guam: Madeleine Bordallo (D)
- Puerto Rico: Luis G. Fortuño (R och New Progressive Party of Puerto Rico), till den 2 januari 2009
- Amerikanska Jungfruöarna: Donna Christian-Christensen (D)

## Anställda
- Kapitoliums arkitekt: 
  - Alan M. Hantman (till den 2 februari 2007)
  - Stephen T. Ayers (t.f. från den 2 februari 2007)
- Läkare: John F. Eisold

### Senaten
- Präst: Barry C. Black
- Kurator: Diane K. Skvarla
- Historiker: Richard A. Baker
- Parlamentarisk rådgivare: Alan Frumin
- Sekreterare: Nancy Erickson
- Sergeant at Arms:  Terrance W. Gainer
- Sekreterare för majoriteten: Martin P. Paone
- Sekreterare för minoriteten: David J. Schiappa

### Representanthuset
- Präst: Daniel P. Coughlin
- Administrativ chef: 
  - James M. Eagen, III (till den 15 februari 2007)
  - Daniel P. Beard (från den 15 februari 2007)
- Kontor: 
  - Karen L. Haas (till den 15 februari 2007)
  - Lorraine Miller (från den 15 februari 2007)
- Historiker: Robert V. Remini
- Parlamentarisk rådgivare: John V. Sullivan
- Reading Clerks: Mary Kevin Niland, Paul Hays, Susan Cole (ersatte Paul Hays)
- Sergeant at Arms: Wilson Livingood
- Inspector General: James J. Cornell